# Whisky
El whisky (del gaélico escocés: uisge-beatha), whiskey (del irlandés: uisce beatha o fuisce), wiski o güisqui es una bebida alcohólica y espirituosa obtenida por la destilación del mosto obtenido de la malta fermentada a partir de cereales como cebada, trigo, centeno y maíz, y su posterior añejamiento en barriles de madera, tradicionalmente de roble blanco. Esta bebida alcohólica se comercializa con un contenido alcohólico de entre 40 % y 62 % de volumen. El término whisky o whiskey deriva del gaélico escocés uisge beatha y del gaélico irlandés uisce beathadh, que significa «agua de vida» (por ejemplo, el aquavit escandinavo comparte la misma etimología, pasando por el latín aqua vitæ).
El primer escrito sobre el whisky data de 1405 en Irlanda,donde era destilado por los monjes. También fue mencionado en Escocia en 1496.Sin embargo, se creía que el whisky ya existía desde hacía varios cientos de años, pero cuándo y dónde fue destilado por primera vez es desconocido y, debido a la poca documentación existente, el origen de la bebida es incierto.
En Irlanda del Norte, en el condado de Antrim y al norte del río Bush, se encuentra un poblado llamado Bushmills, en el cual se encuentra la destilería más antigua del mundo, «The Old Bushmills Distillery». En 1608 el rey Jacobo I otorgó a Sir Thomas Phillips la primera licencia para destilar «aqua vitae» en la historia.

## Historia
Es posible que la destilación la hayan practicado los babilonios en Mesopotamia en el II milenio a. C., para producir perfumes.
Hay certeza de que la destilación era conocida por los griegos de Alejandría en el siglo I d. C., pero no era usada para producir alcohol. Esta tecnología fue traspasada por los árabes a los latinos durante la Edad Media, y los primeros registros en latín son de comienzos del siglo XII.
De todas formas, la cultura celta sabía cómo destilar cebada y centeno, y el brebaje obtenido era considerado un regalo de sus dioses que revivía a los muertos y calentaba durante el crudo invierno. En realidad, en gaélico, al whisky se lo llama «Uisge Beatha» o «agua de vida». Un escrito de 1494 (aunque el whisky es mucho más antiguo que eso) describe cómo fue destilado en Escocia cuando el fraile John Cor obtuvo aproximadamente 6 fanegas de malta, lo que equivale a 1500 botellas. Inicialmente se distribuyó a la población como una medicina y, de hecho, el «agua de vida» se reservó para el rey Jacobo IV cuando fue a Inverness en septiembre de 1506; por otra parte, los primeros registros de una destilería datan de 1690 cuando se mencionó a la destilería Ferintoch de Forbes de Culloden.
En los XVII y XVIII el whisky barato se usaba para preservar los cuerpos destinados a la disección. El Parlamento y la Iglesia querían controlar los hábitos de los bebedores y debido a ello en 1579 se promulgó una ley que trató de erradicar la bebida durante los domingos, pero en 1780 se incrementaron los impuestos sobre el vino, por lo que la popularidad y la demanda del whisky aumentó. Durante 1786 y 1788 impuestos adicionales se cargaron al precio del whisky escocés y, con ello, el negocio de los contrabandistas continuó y su astucia era enorme: por ejemplo, Mark Eunson, miembro de la Iglesia Presbiteriana en las islas de Orkney (Orcadas), lo guardaba en el púlpito. Finalmente en 1823 el parlamento aprobó una ley mediante la cual se dieron licencias a todas las destilerías. Las destilerías legítimas aumentaron y hacia 1860 el comercio ilegal se redujo a un nivel insignificante y muchos contrabandistas regresaron a sus trabajos ordinarios.
A mediados del siglo XIX los escoceses comenzaron a mezclar su whisky de malta con whisky de grano más liviano y barato. Fue Andrew Usher y Cía. quien en 1850 produjo el primer whisky de mezcla; mientras que el whisky americano fue fundado con la tecnología y el saber de los primeros colonos escoceses y hoy en día hay destilerías alrededor del planeta.

## Proceso de elaboración
El proceso de destilación se inicia con la mezcla de agua con malta. El líquido cargado de azúcares de la malta, llamado mosto, se deja fermentar, luego es destilado y finalmente añejado por al menos tres años. El mosto inicial obtenido es similar al de una cerveza turbia, al que se le llama wort. Al mismo se le añaden las levaduras, que harán posible la fermentación, convirtiendo gran parte de los azúcares del grano de malta en alcohol. Este mosto se pasa a cubas donde se dejará fermentar tres días a 33°. De ahí se pasa a la destilación. El wash (wort fermentado) se destila dos veces, en alambiques pot still y spirit still. De la primera destilación en pot still obtendremos un llamado low wine de 25-30° de alcohol, y al destilarse por segunda vez, obtendremos un whisky de 60°-70° de alcohol.
Por último llegamos al añejado. Cada tipo de whisky utiliza un tipo diferente de madera en el barril, que pueden ser nuevos o usados previamenteo, quemados o no, y otras variantes. En el caso de los whiskies de malta, los barriles han de ser de roble y que anteriormente hayan contenido vinos de Jerez o Bourbon. La edad varía dependiendo de la denominación, destilería y propósito. La madera del barril aporta aroma, taninos y sabor, como en el caso de los vinos.

## Clasificación
Los diferentes tipos de whisky se caracterizan principalmente por los años que han permanecido en el barril o si este antes había contenido vino de Oporto, jerez o bourbon, pero sobre todo suelen categorizarse según su composición de la siguiente manera:
- Whisky de malta: elaborado principalmente de cebada malteada,[11] es tradicionalmente destilado en alambiques de cobre con forma de cebolla. Dependiendo del origen de la malta, estos a su vez se denominan:
  - Single Malt: es un whisky elaborado exclusivamente con cebada malteada en una única destilería. Normalmente el nombre del whisky coincide con el nombre de la destilería y, a no ser que esté descrito como single cask, se trata de una mezcla de diferentes barriles que garantizan la homogeneidad del producto. Cuando un whisky es muy popular a veces se comercializa una versión sin diluir y, por tanto, con más graduación alcohólica que se denomina Cask strength (literalmente fuerza de barrica).
  - Vatted malt: es una mezcla de whiskies de diferentes destilerías pero solo de malta. Si un whisky es etiquetado solamente como «malt» es casi seguro que será un vatted malt. A veces también se le conoce como pure malt cuando una misma empresa utiliza whisky de diferentes destilerías de su propiedad para soportar la demanda de un producto bajo el mismo nombre.
- Whisky de grano: hecho a partir de cebada sin maltear, maíz y otro tipo de cereales, siendo también posible el malteado. Se suele destilar en alambique de destilación continua o columnas de destilación (Coffey stills).
- Blended whisky o whisky mezclado: es una mezcla de los dos anteriores. Con la proliferación de las columnas de destilación, algunos comerciantes en Escocia comenzaron a mezclar su whisky de malta más joven y fuerte con whiskies suaves de grano (normalmente de maíz) para obtener un producto de calidad aceptable a un precio más asequible. Con el tiempo, algunos de estos comerciantes consiguieron establecer sus productos en el mercado aumentando la calidad para ofrecer productos que pudieran competir con los whiskies de malta.

Los whiskies no maduran en la botella, solo en el barril, por lo que la edad de un whisky es el tiempo entre destilación y embotellamiento. Esto refleja la interacción entre el barril y el whisky, cambiando su composición química y su sabor. Los whiskies que han estado muchos años en botella suelen tener más valor, aunque no son más viejos ni necesariamente mejores que un whisky recientemente madurado en barrica por un tiempo similar. Para la elaboración de whiskies prémium se utilizan algunas de las barricas más únicas que existen y que son seleccionadas a mano, elegidas por su gran calidad, carácter y sabor y que dan lugar a whiskies únicos.

## Países de origen

### Escocia
Los whiskies escoceses son, por lo general, destilados dos veces e incluso algunos hasta tres veces. Es un whisky destilado y añejado exclusivamente en Escocia y es el de más renombre en el mundo. Debe hacerse conforme a los estándares de la Orden del whisky escocés de 1990 (del Reino Unido) que clarifica el acta homónima de 1988, y que ordena que el brebaje debe ser procesado en una destilería escocesa con agua y cebada malteada con un grado de 94.8° de alcohol por volumen, debe envejecer en barricas de roble que antes resguardaran whisky con una capacidad no superior a 700 litros y por no menos de tres años en Escocia, y no puede contener otras sustancias añadidas que no sean agua o caramelo como colorante ni pueden ser embotellados con menos de 40 grados de alcohol por volumen.

### Irlanda
Los irlandeses lo llaman Whiskey con «e» (como los estadounidenses). Es un whisky elaborado a base de cebada y se caracteriza por su triple destilación, que lo hace suave, elegante y delicado. El consumo del Whiskey irlandés se realiza mayoritariamente dentro del país de producción, exportando solamente un 25 % de las existencias, aunque en estos últimos años han aumentado notablemente dichas exportaciones.
El procedimiento de elaboración es el siguiente: tras la selección de los cereales, se realiza la mezcla propia de cada destilería, posteriormente se lavan y remojan en agua caliente para hidrolizar los azúcares (Proceso en el cual se remojan para someterlos a su germinación, proceso en el que se transforma el almidón de los cereales en azúcares solubles), posteriormente se secan los granos para detener la germinación. A este proceso se le llama malteado y es realizado con el fin de que los azúcares se puedan procesar.
Seguidamente se muelen los granos, se realiza un empastado el cual se lava 3 veces con agua caliente, en este proceso los azúcares se diluyen en el agua permitiendo tener agua con alto contenido de azúcares, posteriormente se le agrega una levadura para poder fermentar el mosto.
Durante la fermentación el líquido adquiere un porcentaje alcohólico leve, este mosto se destila tres veces, generalmente en alambiques de cobre, dichos alambiques aportan un sabor único, la forma del alambique influye de manera directa, generalmente el alambique o «pot still» es conocida como la herramienta ideal para producir whiskeys de calidad a nivel artesanal.
Por último el alcohol de grano pasa por un reposo en barricas de madera de roble, aquí el destilado de grano adquiere carácter, sabor, color, estructura y se convierte en un whiskey refinado. Algunos productores integran barricas que tuvieron anteriormente bourbon, jerez, ron, oporto y hasta el famoso madeira. Consiguiendo complejidad y un perfil completamente diferente.
La bebida famosa que crean los Irlandeses deja de ser ilegal en Escocia en el año 1823, 215 años después de Irlanda. Surge un impuesto que se aplica en 1850 por la Corona inglesa a los productores de whiskey de cebada, esto genera variaciones en la receta, con la integración de maíz, trigo o centeno. La creación de los blends en el whiskey la convierte en una bebida espirituosa más compleja por la variedad de recetas que surgen. Como el caso de Bushmills, que desarrolla su Premium Blend llamado BlackBush, con una combinación de 80 % cebada y 20 % maíz. Además de ser destilado en alambique discontinuo de cobre, manteniendo su aroma, sabor y calidad sin igual.
Hacia 1870 se inicia el boom y conocimiento del whiskey en grandes volúmenes, esto surge gracias a la plaga «filoxera» que afecta viñedos a lo largo de Europa, extinguiendo algunas variedades de uvas y afectando producciones de coñac, vinos y otro tipo de fortificados. Iniciando un consumo recurrente de whisky en el mundo y haciendo crecer el mercado en grado exponencial.

### Canadá
El whisky canadiense es normalmente más suave y ligero que otros estilos de whisky. Otra característica común es su uso de centeno malteado, que proporciona más sabor y suavidad. Por ley, este whisky debe ser producido en Canadá, y está fabricado con maíz, centeno, y es destilado en alambiques que permiten un gran control del producto. Es envejecido en barriles de roble tras ser diluido en agua para reducir el grado alcohólico, durante tres años como mínimo, aunque normalmente suelen superarlos con creces. Los términos Canadian Whisky, Canadian Rye Whisky y Rye Whisky son legalmente indistinguibles en Canadá y no denotan ninguna proporción particular de centeno u otro grano usado en la producción.
Este tipo de whisky es el empleado en la elaboración del cóctel Manhattan.

### Estados Unidos
El whisky estadounidense debe ser elaborado, según la ley nacional, a base de maíz por lo menos en una concentración superior al 51 %, y generalmente al 70 %, aunque algunas destilerías llegan a utilizar un 80-85 % de maíz en la mezcla. Otros ingredientes añadidos son típicamente trigo, centeno o cebada malteada. Al igual que el Whiskey Irlandés, se añade la letra «e» a la palabra whisky, al punto de que solamente una destilería en Estados Unidos llama whisky a su Whiskey (Makers Mark). Los más comunes son:
- Bourbon whiskey: Este Whiskey debe tener un mínimo de 51 % de maíz y ser destilado y envejecido en Kentucky para que la denominación Bourbon aparezca en la etiqueta. El bourbon, de todas maneras, puede ser elaborado de forma legal en cualquier parte del territorio de Estados Unidos y, por ende, la producción legal no está restringida a la zona o los alrededores de Kentucky a pesar de que la bebida está muy asociada con las comunidades destilerías de esta zona del país.
- Rye whiskey: debe tener un mínimo de 51 % de centeno.
- Corn whiskey: debe tener un mínimo de 80 % de maíz.

Estos tipos de whisky no deben ser destilados a más de 80 % de alcohol por volumen y deben envejecer en barricas nuevos de roble carbonizados, excepto el corn whiskey que no debe ser envejecido, pero de hacerse, se usarán barricas de roble nuevas o usadas. El envejecimiento del corn whiskey suele ser de algunos meses. Si el envejecimiento de estos tipos de whisky alcanza los dos años o más, al whisky le será adicionalmente designada el calificativo «straight», como por ejemplo straight rye Whiskey. Los Whiskeys estadounidenses mezclados combinan los «straight whiskey» con whiskeys no envejecidos, además de sabores y colores.
No definido por la ley pero muy importante en el mercado es el Tennessee whiskey, siendo Jack Daniel's la marca más conocida. El método de destilación es idéntico al del bourbon en prácticamente todo, pero la diferencia más notable es que el Tennessee whiskey es filtrado en carbón de arce sacarino, dándole un sabor y aroma únicos.

### España
El whisky destilado en España,  de importación, pero no goza de la misma popularidad de estos últimos ni son considerados en líneas generales whiskys de gran calidad, siendo sin embargo muy aceptados para combinados y cócteles, aunque recientemente han empezado a producirse whiskys single malt de mayor calidad.
Durante mucho tiempo, en España sólo existía una destilería que durante un tiempo se dedicó exclusivamente a la producción de whisky ubicada en el municipio segoviano de Palazuelos de Eresma propiedad de la empresa Destilería y Crianza del Whisky, S.A, desde la que se destila y produce whisky DYC, el whisky Blended español con mayor fama, con capacidad de producción de hasta 20 millones de litros anuales, aunque con el tiempo absorbió una planta de destilación de anís y tras la absorción en 2004 por el grupo Beam Suntory dedicaron parte de su planta de destilación a ginebra de la empresa matriz y embotellamiento de bourbon importado.
Hoy en día, ha crecido el número de destilerías en España productoras de whisky. Especialmente pequeñas destilerías artesanales como destilerías Liber en Granada, Basque Moonshiners, SackMan, Siderit...
Históricamente, a principios del siglo XX, la empresa Bodegas José del Soto destilaba el primer whisky documentado producido en España, pero cesó su producción tras la guerra civil.

### Gales
En el año 2000, la Destilería Penderyn comenzó la producción en Gales del single malt whisky. Las primeras botellas se pusieron en venta el 1 de marzo de 2004, el Día de San David (en memoria del patrón de Gales). Actualmente es vendido en todo el mundo. La destilería Penderyn utiliza un método de destilación único, con un alambique creado y patentado por David Faraday, descendiente directo del físico británico Michael Faraday.

### Japón

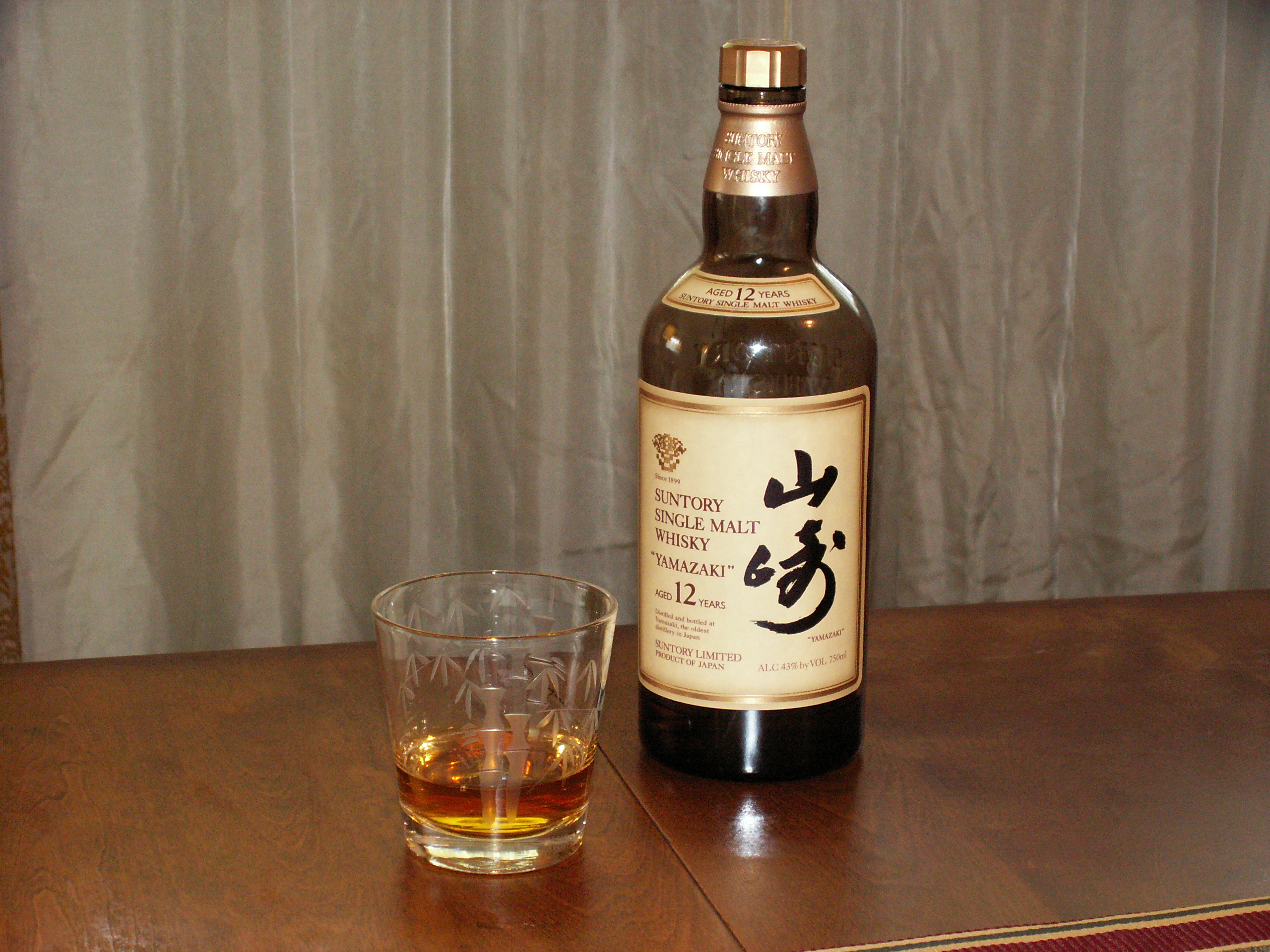
Un vaso y una botella de whisky de malta Suntory de 12 años «Yamazaki»

El modelo del whisky japonés es el single malt escocés, aunque haya ejemplos de whiskies japoneses mezclados (blended). El sistema de producción es prácticamente idéntico al de los escoceses: el whisky de malta es destilado dos veces en el pot still a partir de una base de cebada malteada, y el whisky de grano en coffey still. Cabe destacar que casi el 15 % del whisky de malta empleado por los japoneses es importado de Escocia.

### India
El whisky indio es una bebida alcohólica etiquetada como whisky en la India. La mayoría del whisky indio es destilado de melazas fermentadas, por lo que es considerado una especie de ron fuera del subcontinente hindú. El 90 % del whisky consumido en la India procede de melazas, aunque el país haya comenzado la destilación de whisky de malta y otros granos.

### Resto de Europa
Tanto en Francia (Armorik) como en Alemania (Slyrs), los whiskies están destilados usando técnicas similares a las de los escoceses. El Manx Spirit de la Isla de Man, como algún whisky de Virginia en Estados Unidos, es destilado en otro lugar y re-destilado en su país de origen. En Inglaterra, una nueva destilería (St. George's Distillery) comenzó a operar a finales de 2006.

### Argentina
En Argentina se fabrica whisky con mezclas de maltas escocesas, conociéndose de este modo las marcas Blender's Pride, Old Smuggler y Criadores (The Breeder's Choice) desde hace cinco décadas, con precios bajos, si bien existe una amplia difusión de marcas de todo el mundo.
Actualmente se está desarrollando el whisky patagónico que en general sigue el método escocés.

## Nombres y ortografía
Se cree que la palabra whiskey fue acuñada por los soldados del rey Enrique II, quien invadió Irlanda en el siglo XII, por lo que aparentemente surgió de la pronunciación de las palabras natales irlandesas uisce beatha, que significa «agua de vida» —el galés beatha proviene del latín vitae. Con el paso de los años, la pronunciación cambió de whishkeyba a whisky.
Durante cierta época, todo whiskey era nombrado sin la «e» suplementaria, por lo que se le conocía como whisky. En torno a 1870, la reputación del whisky escocés era muy pobre, por lo que las destilerías escocesas inundaron el mercado con el lanzamiento de bebidas espirituosas más baratas producidas usando el alambique Coffey still. Las destilerías irlandesas y americanas adoptaron la «e», llamándole Whiskey, distinguiendo así su producto de mayor calidad. Hoy en día, whisky (plural whiskies) es usado generalmente para referirse a los whiskies destilados en Escocia, País de Gales, Japón y Canadá, mientras que whiskey se usa en Estados Unidos e Irlanda. Incluso aunque en 1968 la directiva de la Oficina de Alcohol, Tabaco y Armas de Fuego especificó whisky como la manera correcta de nombrar la bebida en Estados Unidos, la mayoría de productores estadounidenses todavía utilizan la ortografía histórica. Excepciones como las marcas estadounidenses Early Times, Maker's Mark y George Dickel, que ponen whisky en sus etiquetas, son indicativos de herencia escocesa.
A finales de la época victoriana, el whisky irlandés era el más selecto del mundo y de los whiskies irlandeses, el whisky de Dublín fue reconocido como uno de los mejores. Para diferenciar el de Dublín con los demás whiskies, las destilerías dublinesas utilizaron la ortografía whiskey, siendo imitadas posteriormente por otras destilerías. El último whisky irlandés fue Paddy, que adoptó la «e» en 1966.[cita requerida]
En otros países, la palabra suelta Scotch es usada como término abreviado para referirse a los whiskies escoceses.